# لانگفورد
لانگفورد (به انگلیسی: Longford) یک شهرک در ایرلند است که در شهرستان لانگفورد واقع شده‌است.

## خصوصیات
لانگفورد ۹٬۶۰۱ نفر جمعیت دارد و ۷۲ متر بالاتر از سطح دریا واقع شده‌است.